# Banderes de senyals

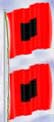
Senyal d'avís d'huracà.

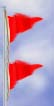
Senyal d'avís de galerna.

Les banderes de senyals són aquell tipus de banderes que s'utilitzen per a indicar, senyalitzar o prevenir de manera visual a la població d'alguna circumstància.

## Banderes de senyals marítims
S'utilitzen en el mar o en les seves costes.

### Senyals en platges
L'estat de la mar per als banyistes és senyalitzat per banderes de senyals:
- Vermella. Prohibit banyar-se.
- Groga. Precaució per raó de marejada, fort vent o corrents.
- Verda. Condicions de mar i climàtiques bones.
- Porpra. Vida marina perillosa per al bany.

### Senyals en regates
En les regates de vela s'utilitzen les banderes de senyals del codi internacional segons el seu significat en el Reglament de Regates a Vela.

### Senyals del codi internacional

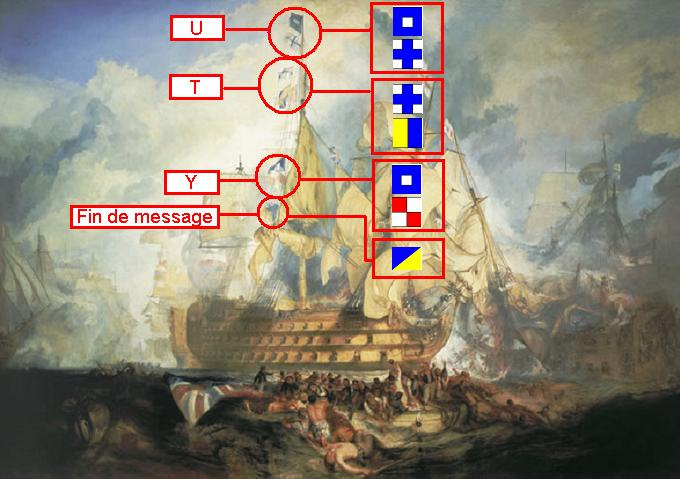
Comunicació naval segons el quadre de Joseph Mallord William Turner La batalla de Trafalgar.

En la navegació marítima per transmetre missatges, ja sigui entre dos o més vaixells, o entre un vaixell i la terra o el port, se segueix el Codi internacional de senyals de l'Organització Marítima Internacional (OMI), bé mitjançant l'hissat de les banderes de senyals o bé mitjançant l'ús de les banderes en l'alfabet semàfor.
A aquest efecte existeixen banderes de diferents formes i colors, de les quals cadascuna representa una lletra de l'alfabet internacional, així com els nombres del 0 al 9.
Quan un vaixell necessita transmetre un missatge consistent en una o diverses paraules, o nombres, hissa en el masteler davanter les banderes que representen les lletres i nombres del missatge, alineades d'a dalt cap avall. Si el missatge és més llarg, es repetirà l'operació amb noves banderes. També s'utilitzen les banderes individualment o en combinacions de dues, en aquest cas tenen un significat determinat segons un codi internacionalment vigent.
Des que existeix la ràdio, l'ús de les banderes de senyals per transmetre missatges ha disminuït notablement. No obstant això, se segueixen utilitzant de forma generalitzada les banderes individuals o en combinacions de dues, per senyalitzar un avís determinat.
Existeix també un codi internacional per lletrejar missatges conegut com a Missatges amb senyals semàfor, basat en dues banderes sostingudes a les mans en diferents posicions pel que fa al cos. Cada posició representa una lletra

## Banderes de senyals segons el codi internacional
|  | ALFA     | Tinc un bus submergit. Mantingui's allunyat i redueixi velocitat. |
|  | BRAVO    | Estic carregant, descarregant o transportant mercaderies perilloses. |
|  | CHARLIE  | Si. Afirmativa. |
|  | DELTA    | Maniobro amb dificultat. Mantingui's allunyat. |
|  | ECHO     | Estic virand a estribord. |
|  | FOXTROT  | Tinc avaria. Comuniqui's amb mi. |
|  | GOLF     | Necessito un pràctic. Quan es fa per vaixells pesquers treballant propers als bancs de pesca, significa: "Estic cobrant les xarxes"                                             |
|  | HOTEL    | Tinc un pràctic a bord |
|  | ÍNDIA    | Estic virando a babord. |
|  | JULIET   | Tinc un incendi i porto mercaderies perilloses. Mantingui's allunyat. |
|  | QUILO    | Desitjo comunicar-me amb vostè. |
|  | LIMA     | Detingui el seu vaixell immediatament. |
|  | MIKE     | El meu vaixell està parat i no s'engega. |
|  | NOVEMBER | Negatiu. |
|  | OSCAR    | Home a l'aigua. |
|  | PAPA     | En port: Tots els homes a bord. El vaixell es fa a la mar. En la mar: Pot ser usada per vaixells pesquers per significar : "les meves xarxes s'han enganxat en una obstrucció". |
|  | QUEBEC   | El meu vaixell està “sa”. Sol·licito lliure navegació. |
|  | ROMEO    | Rebut. |
|  | SIERRA   | Estic fent marxa enrere. |
|  | TANGO    | Vaixells de pesca: Estic pescant a l'arrossegament en parella. Mantingui's allunyat.                                                                                            |
|  | UNIFORME | Es dirigeix vostè cap a un perill. |
|  | VICTOR   | Necessito auxili. |
|  | WHISKEY  | Necessito assistència mèdica. |
|  | XRAY     | Suspengui les seves maniobres i pari esment als meus senyals. |
|  | YANKEE   | Estic maniobrant cap enrere per fixar l'ancora. |
|  | ZULU     | Necessito un remolcador.Quan es fa per vaixells pesquers treballant propers als bancs de pesca, significa: "Estic calant xarxes"                                                |

|  | 1 |  | 2 |
|  | 3 |  | 4 |
|  | 5 |  | 6 |
|  | 7 |  | 8 |
|  | 9 |  | 0 |

## Banderes de senyals en esports de motor
També s'utilitzen banderes de senyals en competicions d'automobilisme i de motociclisme per comunicar informació d'importància als participants.